# Florian Jesionowski
Florian Jesionowski (ur. 9 stycznia 1926 w Bydgoszczy, zm. 31 maja 2005) – polski architekt.
W 1955 roku ukończył studia na Wydziale Architektury Politechniki Gdańskiej, po czym przyjechał do Opola. W latach 1960–1970 był architektem wojewódzkim w Opolu. 
W Opolu zaprojektował m.in. fontannę oraz charakterystyczne zadaszenie przystanku autobusowego na Placu Wolności. Był wykonawcą budowy amfiteatru opolskiego oraz otoczenia Pomnika Bojownikom o Polskość Śląska Opolskiego zaprojektowanego przez Jana Borowczaka
W 1983 roku przeszedł na emeryturę, zmarł 31 maja 2005 roku, został pochowany na cmentarzu komunalnym w Opolu

## Galeria

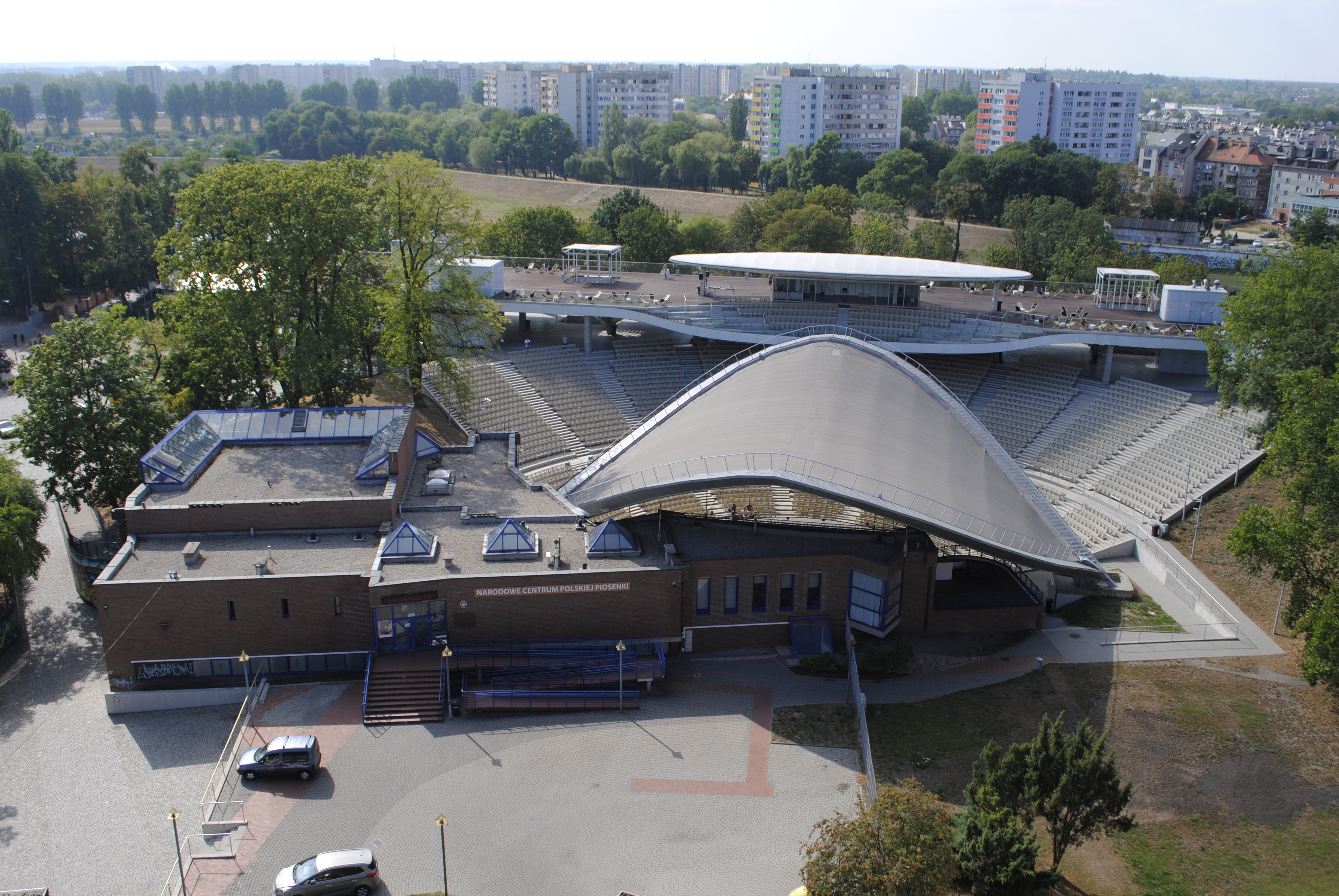
Amfiteatr Tysiąclecia w Opolu
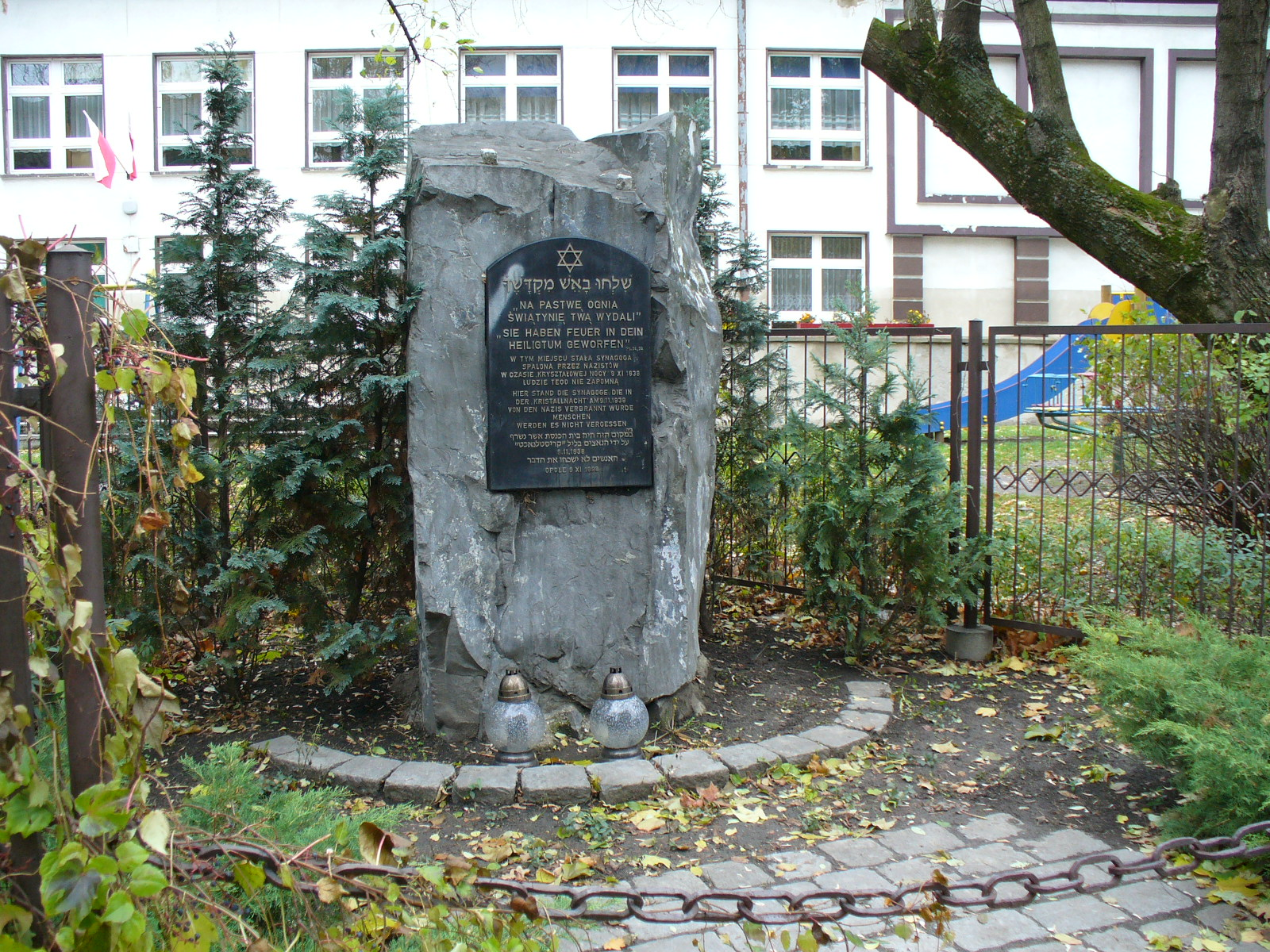
Pomnik upamiętniający Nową Synagogę
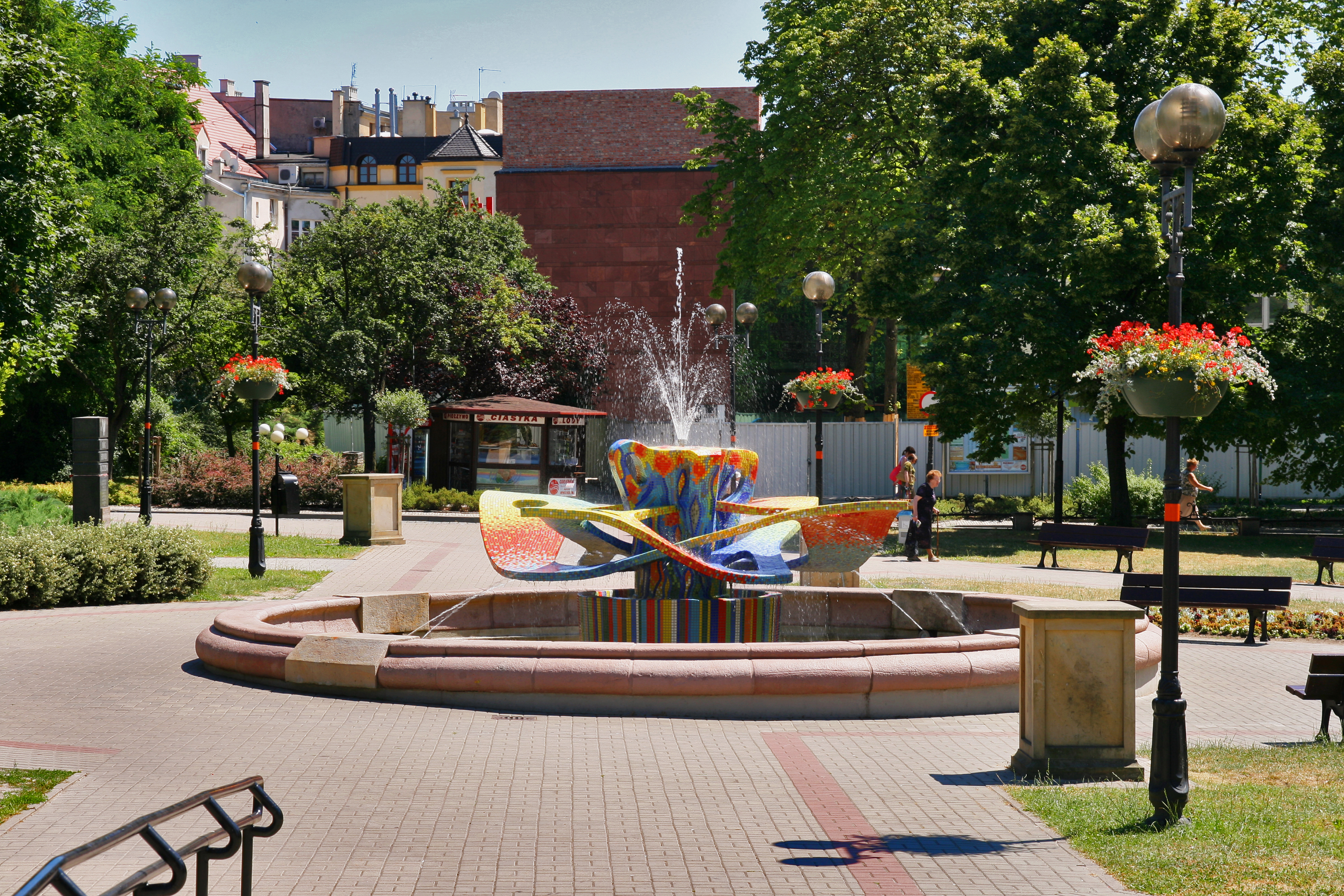
Fontanna na Placu Wolności w Opolu
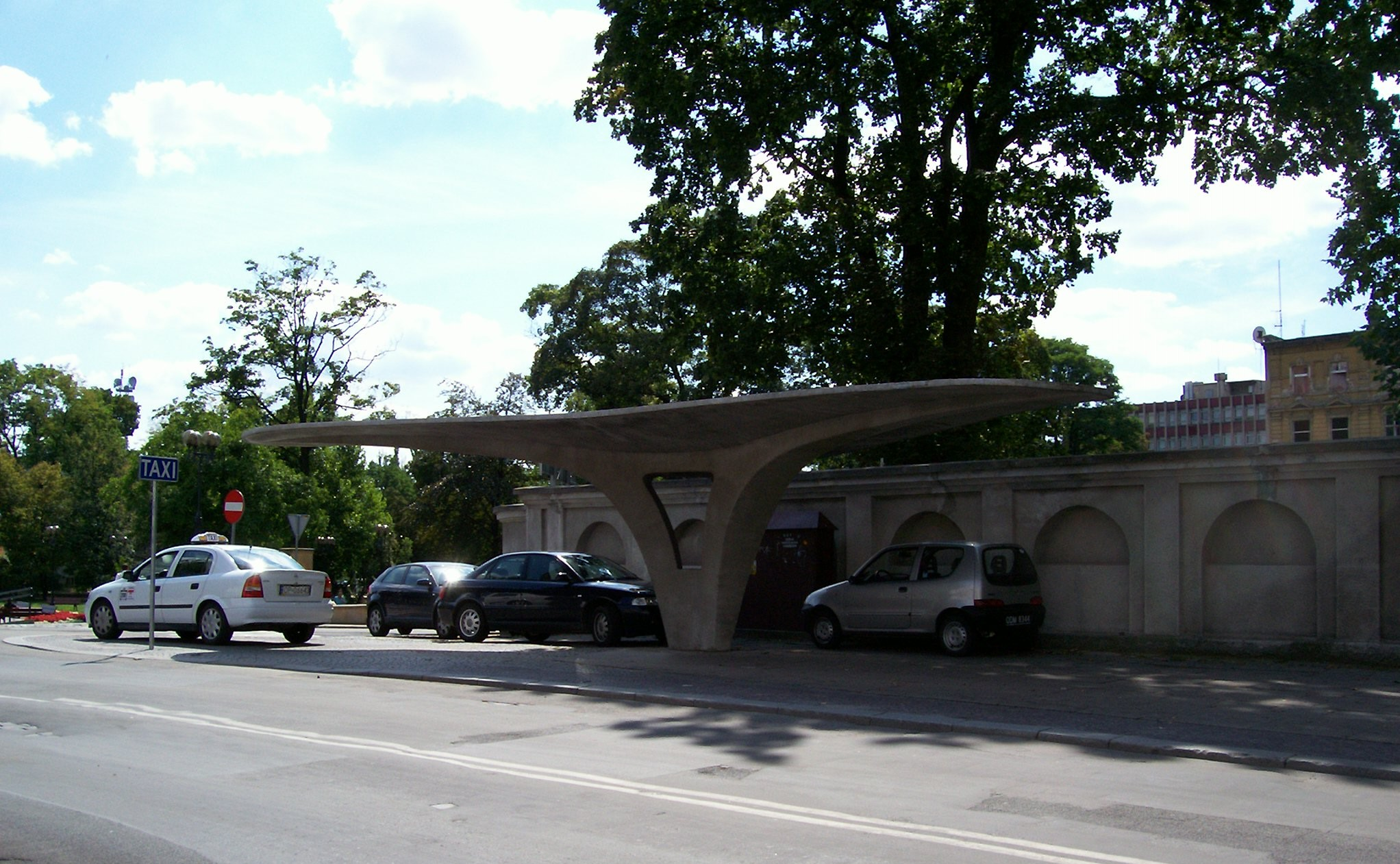
Przystanek autobusowy przy Placu Wolności